# 真室川高坂テレビ中継局
真室川高坂テレビ中継局（まむろがわたかさかテレビちゅうけいきょく）は、山形県最上郡真室川町に置かれているテレビ中継局。

## 概要
- 当テレビ中継局は、真室川町西部にある寺沢山に置かれ、真室川町の高坂地区へ電波を発射している。

## 中継局概要

### デジタルテレビ放送
| リモコン 番号 | 放送局名           | チャンネル 番号 | 空中線 電力 | ERP   | 偏波面   | 放送対象地域 | 放送区域 内世帯数 | 運用開始日     |
| ------------- | ------------------ | --------------- | ----------- | ----- | -------- | ------------ | ----------------- | -------------- |
| 1             | NHK 山形総合       | 34              | 50mW        | 175mW | 水平偏波 | 山形県       | 約200世帯         | 2010年 11月1日 |
| 2             | NHK 山形教育       | 32              | 50mW        | 175mW | 水平偏波 | 全国         | 約200世帯         | 2010年 11月1日 |
| 4             | YBC 山形放送       | 35              | 50mW        | 175mW | 水平偏波 | 山形県       | 約200世帯         | 2010年 11月1日 |
| 5             | YTS 山形テレビ     | 37              | 50mW        | 175mW | 水平偏波 | 山形県       | 約200世帯         | 2010年 11月1日 |
| 6             | TUY テレビユー山形 | 39              | 50mW        | 175mW | 水平偏波 | 山形県       | 約200世帯         | 2010年 11月1日 |
| 8             |                    |                 |             |       |          |              |                   |                |

- 所在地： 最上郡真室川町（寺沢山）[2]
- 放送区域： 真室川町の一部[2]（高坂地区など）
- 2010年6月22日に予備免許が交付され[8][9]、10月上旬に試験電波を発射[9]。10月27日に本免許が交付され[1]、11月1日に本放送を開始した[1]。なお、さくらんぼテレビジョン（SAY）にはチャンネルが割り当てられていない。

### アナログテレビ放送
| チャンネル 番号 | 放送局名           | 空中線 電力 | ERP | 偏波面   | 放送対象地域 | 放送区域 内世帯数 | 運用開始日 |
| --------------- | ------------------ | ----------- | --- | -------- | ------------ | ----------------- | ---------- |
| 50              | YBC 山形放送       | 1W          | -   | 水平偏波 | 山形県       | -                 | -          |
| 52              | NHK 山形教育       | 1W          | -   | 水平偏波 | 全国         | -                 | -          |
| 54              | NHK 山形総合       | 1W          | -   | 水平偏波 | 山形県       | -                 | -          |
| 56              | YTS 山形テレビ     | 1W          | -   | 水平偏波 | 山形県       | -                 | -          |
| 60              | TUY テレビユー山形 | 1W          | -   | 水平偏波 | 山形県       | -                 | -          |

- 所在地： デジタルテレビ放送に同じ
- 2011年7月24日をもってすべて廃止された。なお、SAYにはチャンネルが割り当てられていなかった。